# Холчиковце
Холчиковце (слч. Holčíkovce) насељено је мјесто са административним статусом сеоске општине (слч. obec) у округу Вранов на Топлој, у Прешовском крају, Словачка Република.

## Становништво
| Година:    | 1994. | 2004. | 2014.   | 2024.   |
| ---------- | ----- | ----- | ------- | ------- |
| Број људи: | 470   | 470   | 425     | 419     |
| Разлика:   |       | +0 %  | -9,57 % | -1,41 % |

| Година:    | 2023. | 2024.   |
| ---------- | ----- | ------- |
| Број људи: | 416   | 419     |
| Разлика:   |       | +0,72 % |

Према подацима о броју становника из 2024. године насеље је имало 419 становника.